# Synthèse d'Auwers
La synthèse d'Auwers est une suite de réactions chimiques aboutissant à un flavonol à partir d'une coumarine. Cette synthèse fut décrite pour la première fois par Karl von Auwers en 1908,,,,.

## Mécanisme
La première étape de la synthèse est une crotonisation (condensation aldolique) en milieu acide du benzaldéhyde et de la 3-oxypentanone en o-hydroxychalcone. Au produit obtenu est ajouté du dibrome afin de faire une double bromation de la double liaison alcène, le composé dibromé se réarrangeant ensuite en flavonol par réaction avec l'hydroxyde de potassium.

### Réarrangement final
Le réarrangement final se produirait selon le schéma ci-contre :